# GoldenEye: Rogue Agent
GoldenEye: Rogue Agent é um jogo de FPS e desenvolvido pela EA Los Angeles e publicado pela Electronic Arts. O jogador assume o papel de um ex-MI6, o agente Jack Hunter, que é recrutado por Auric Goldfinger (membro de uma poderosa organização criminosa sem nome baseado em Ian Fleming's SPECTRE) para assassinar seu rival Julius No. Vários outros personagens da série James Bond fazer aparições ao longo do jogo, incluindo o Pussy Galore, Oddjob, Xenia Onatopp e Francisco Scaramanga.
Apesar de seu nome e de ser parte do universo de James Bond, o jogo não tem relação com o filme de 1995 ou o jogo eletrônico de 1997 de mesmo nome. Neste cenário o protagonista do jogo é dado o nome de 'GoldenEye' depois que ele perde seu olho e recebe um olho cibernético de cor dourada para a substituição do olho perdido.

## Sinopse
No início do jogo, uma gravação por M (chefe do MI6) revela que: "Há três anos, enquanto em missão, o agente foi gravemente ferido em um encontro com Dr. No e, posteriormente, perdeu o uso de seu olho direito. Consumido pela vingança, ele frequentemente recorre à violência e brutalidade, e não está mais apto para o serviço com MI6". De acordo com o relato, o Dr. No atirou no olho direito do agente durante uma missão.
Três anos após o incidente que custou o olho direito do agente, ele é avaliado através de uma simulação holográfica em que ele está emparelhado com 007 a parar Auric Goldfinger, um membro de uma organização criminosa, de detonar uma bomba nuclear de mala dentro de Fort Knox. Ele não passou no teste e é diretamente responsável pela "morte" do 007.  Acusado de "brutalidade imprudente", ele é demitido do MI6. Quando ele sai da sede, ele é visto lendo uma oferta por Goldfinger para alistar-se na sua organização.
O agente aceita a oferta de Goldfinger e é recrutado como seu executor, o encontro com ele em Auric Enterprises, onde os cientistas de Goldfinger desenvolveram uma arma conhecida como a OMEN (Massa de Energia Neutralizadora Orgânica), que libera energia capaz de decomposição da matéria orgânica em um nível quase atômico, o que resulta em desintegração. Por seu trabalho de eliminar Dr. No, um companheiro oficial da organização criminosa que tem guerra declarada no ramo de Goldfinger da organização, é dado a ele um olho cibernético colorido criado por Francisco Scaramanga, outro funcionário da organização de Goldfinger (a partir do qual ele recebe o codinome "GoldenEye"). Scaramanga fornece atualizações para o olho, começando com a visão MRI. Em Hong Kong, GoldenEye tem para obter um rifle sniper para derrubar Dr. No, com a característica EM. No Midas Casino, GoldenEye tem para chegar ao cofre (que pode ser encontrado no multiplayer) para proteger a OMEN com o escudo de polaridade magnética. Em Hoover Dam, GoldenEye tem que destruir a barragem e matar Xenia Onatopp. GoldenEye também joga Oddjob ao longo de um trilho em um poço dentro da Hoover Dam depois que ele trai e ataca GoldenEye por razões desconhecidas. Em Octopus, GoldenEye tem que baixar a navegação coordenadas para a chave de CRAB (base do Dr. No) com a ajuda do campo de força gerado a partir de seu olho dourado. Ele acaba sendo enviado para Crab Key, onde ele enfrenta o Dr. No. Durante seu duelo, GoldenEye usa seu olho mecânico para sabotar o reator nuclear da ilha, fazendo com que o Dr. No se eletrocutasse. Após a morte de No, um contato de Goldfinger liga para GoldenEye e informa que ele acredita que é perigoso demais para ser deixado vivo, e que ele tinha contactado GoldenEye mais cedo e disse-lhe para ativar um programa que iria encerrar a grade de defesa do Lair. Goldfinger revela que ele tem a intenção de assumir o Lair e deixa GoldenEye para morrer na crise nuclear iminente. GoldenEye, no entanto, consegue escapar em Dr. No Osprey antes de as sobrecargas do reator e da ilha serem destruídas em uma grande explosão.
GoldenEye retorna à intenção de Lair em confronto com Goldfinger. Pussy Galore encontro com GoldenEye e informa que Goldfinger tem usado a OMEN para acabar com a maioria dos guardas do Lair, e assumiu o controle do mesmo. Scaramanga fornece o olho mecânico com um vírus de computador que pode ser usado para sobrecarregar o OMEN.
GoldenEye luta contra seu caminho através do Lair, implantando o vírus de computador no processo, acabou atingindo a área onde Goldfinger e o OMEN estão. Goldfinger arruma armadilhas para GoldenEye dentro de uma câmara que ele afirma que em breve estará desprovida de oxigênio. O vírus de computador, em seguida, ativa o OMEN, fazendo-a explodir em uma explosão de energia, matando Goldfinger e suas tropas. GoldenEye e Galore deixar o Lair a bordo do helicóptero Galore e Scaramanga e Number One (Ernst Stavro Blofeld) depois de discutir o que fazer com GoldenEye e decidir simplesmente ver o que ele faz em seguida antes de prosseguir.

## Personagens
Ambas das missões de campanha com base em adaptações cinematográficas de romances de James Bond de Ian Fleming
- GoldenEye
- Dr. No (dublado por Carlos Alazraqui)
- Ernst Stavro Blofeld (dublado por Gideon Emery)
- M (dublada por Judi Dench)
- Francisco Scaramanga (dublado por Christopher Lee)
- Pussy Galore (dublado por Jeannie Elias)
- Auric Goldfinger (dublado por Enn Reitel)
- Xenia Onatopp (dublado por Jenya Lano)
- Oddjob (semelhança de Harold Sakata)
- James Bond 007 (dublado por Jason Carter)

## Multiplayer
O jogo contou com uma componente multiplayer altamente personalizável com o jogo em ecrã dividido para quatro jogadores, bem como jogar online nas versões para PlayStation 2 e Xbox. Em 26 de novembro de 2006, os servidores para as duas versões foram fechadas devido a "inatividade" online. Os jogadores podem desbloquear opções adicionais de personalização, skins, mapas e variações, jogando através do modo história ganhando fichas Octopus com base no desempenho. Há algumas skins trancadas como Oddjob, Dr. No, e Xenia Onatopp. Há também mapas fechados, como o Pump Room, Carver's Press, Bath House, o Vault Core, Lower Turbine, reator do Dr. No, Fissure Plataform, e GoldenEye's retreat.

## Continuação (Cancelado)
A continuação foi originalmente planejada, mas descartado devido às vendas pobres e as revisões que o jogo recebeu. O final do jogo também sugeriu uma sequência. De acordo com várias fontes, a sequência teria incluído veículos e um modo de história mais longa. No site da EA para GoldenEye: Rogue Agent , existe um questionário perguntando o que os fãs queriam ver no próximo jogo está disponível.

## Recepção
GoldenEye: Rogue Agent recebeu críticas mistas. Revisores criticou a falta do jogo de inovação e de personalidade, apesar de sua premissa única, e uma jogabilidade medíocre.[carece de fontes?] Vários usuários também não gostava de sua saída do James Bond cânone na sua introdução de matar. Agregando o site de análise GameRankings,  deram a avaliação para  a versão GameCube de 64,25% e 60/100, a versão Xbox 63,64% e 61/100,  a versão PlayStation 2 59.01% e 60/100 e da versão Nintendo DS 57,57% e 58/100. foi amplamente considerado para ser uma tentativa de recriar o sucesso de um dos jogos de vídeo mais vendidos na história recente, GoldenEye 007, que foi um tiro em primeira pessoa para o Nintendo 64 baseado no filme GoldenEye. Além do caráter Xenia Onatopp , o nível multijogador Uplink, e o fato de que ambos envolvem um bom agente vai mal (embora no caso do original, não o protagonista). Não tinha nada a ver nem com o filme GoldenEye ou pela sua adaptação de videogame, embora marcado aparência do protagonista se assemelha consideravelmente Sean Bean retrato de agente corrupto, Alec Trevelyan 's.
O jogo foi, no entanto, observou para a demonstração de certos níveis e mapas multiplayer com base em localizações dos filmes de James Bond, como o Fort Knox de Goldfinger, a base do ônibus espacial Moonraker, e esconderijo de Scaramanga de O Homem com a Pistola de Ouro.